# Clytomelegena postaurata
Clytomelegena postaurata är en skalbaggsart som beskrevs av Maurice Pic 1928. Clytomelegena postaurata ingår i släktet Clytomelegena och familjen långhorningar. Inga underarter finns listade i Catalogue of Life.